# Vintilă Cossini
Vintilă Cossini (ur. 21 listopada 1913 w Konstance, zm. 24 czerwca 2000) − rumuński piłkarz, pomocnik. Uczestnik mistrzostw świata z roku 1938. Wielokrotny reprezentant Rumunii.

## Kariera
Cossini rozpoczynał karierę piłkarską jako junior w Tricolor Konstanca. Następnie w 1932 r. trafił do seniorów tej drużyny, gdzie grał przez rok. W 1933 r. przeszedł do CFR Rapid Bukareszt, gdzie w ciągu 8 lat rozegrał 163 spotkania i strzelił 7 bramek. W 1938 r. został powołany przez trenerów Alexandra Săvulescu i Costela Rădulescu na mundial 1938, który odbywał się we Francji. Na mundialu tym zagrał tylko w meczu przeciwko reprezentacji Kuby. Dla reprezentacji Rumunii grał przez sześć lat, w czasie których rozegrał 25 spotkań, nie strzelając ani jednej bramki.

## Osiągnięcia
- uczestnik mistrzostw świata: 1938
- zdobywca Balkan Cup: (1x – 1936)
- Zdobywca pucharu Rumunii: (6x – 1935, 1937, 1938, 1939, 1940, 1941)
- wicemistrz Rumunii: (5x – 1933, 1937, 1938, 1940, 1941)